# Rapture of the Deep
Albums de Deep Purple
Bananas
(2003) They All Came Down To Montreux (live)
(2007)
Rapture of the Deep est le dix-huitième album studio du groupe de rock britannique Deep Purple. Le groupe est de retour en 2005, deux ans après Bananas. 

## Titres
Toutes les chansons sont écrites par  Airey, Gillan, Glover, Morse, Paice, sauf indications.

### Édition simple
1. Money Talks – 5:32
2. Girls Like That – 4:02
3. Wrong Man – 4:53
4. Rapture of the Deep – 5:55
5. Clearly Quite Absurd – 5:25
6. Don't Let Go  – 4:33
7. Back To Back – 4:04
8. Kiss Tomorrow Goodbye  – 4:19
9. Junkyard Blues  – 5:33
10. Before Time Began  – 6:31

### Edition limitée CD extra
1. Money Talks – 5:32
2. Girls Like That – 4:02
3. Wrong Man – 4:53
4. Rapture of the Deep – 5:55
5. Clearly Quite Absurd – 5:25
6. Don't Let Go  – 4:33
7. Back To Back – 4:04
8. Kiss Tomorrow Goodbye  – 4:19
9. MTV  (Airey, Gillan, Glover, Morse, Paice) – 4:56
10. Junkyard Blues  – 5:33
11. Before Time Began  – 6:31

#### Bonus
1. Exclusive studio footage and E.P.K. (vidéo) - 3'48

### Tour Édition: 2 CD

#### Disc 1
1. Money Talks – 5:32
2. Girls Like That – 4:02
3. Wrong Man – 4:53
4. Rapture Of The Deep – 5:55
5. Clearly Quite Absurd – 5:25
6. Don't Let Go – 4:33
7. Back To Back – 4:04
8. Kiss Tomorrow Goodbye – 4:19
9. MTV (Airey, Gillan, Glover, Morse, Paice) – 4:56
10. Junkyard Blues – 5:33
11. Before Time Began – 6:31

#### Disc 2
1. Clearly Quite Absurd (New version) – 3:38
2. Things I Never Said (Airey, Gillan, Glover, Morse, Paice) – 4:48
3. The Well-Dressed Guitar (Morse , instrumental) – 2:51
4. Rapture Of The Deep (Live) – 5:15
5. Wrong Man (Live) – 4:29
6. Highway Star (Live) (Blackmore, Gillan, Glover, Lord, Paice) – 8:09
7. Smoke on the Water (Live) (Blackmore, Gillan, Glover, Lord, Paice) – 6:50
8. Perfect Strangers (Live) (Blackmore, Gillan, Glover) – 6:40

Les titres en concert ont été enregistrés au Hard Rock Cafe de Londres le 10 octobre 2005.

## Musiciens
D'après le livre accompagnant le CD : 
- Ian Gillan : chant
- Steve Morse : guitares,
- Roger Glover : basse
- Don Airey : claviers,
- Ian Paice : batterie